# ジョニー・ウォーカー

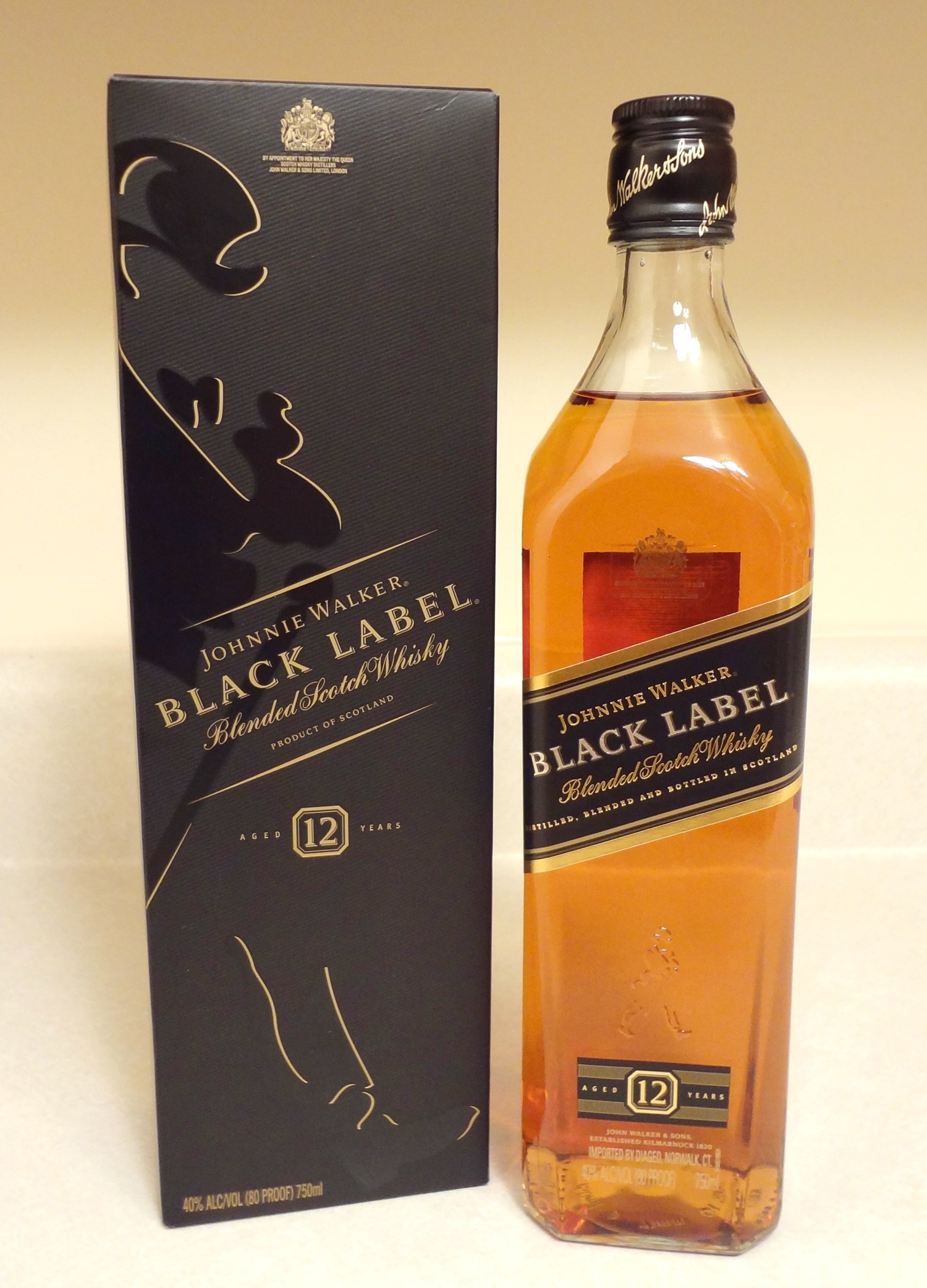
ジョニーウォーカー・黒ラベル

ジョニー・ウォーカー （Johnnie Walker）は、世界的に有名なスコッチ・ウイスキーのブランドである。1820年にスコットランド南部のキルマーノック（Kilmarnock）の地で当初は食料雑貨店として創業され、1830年頃からウイスキー製造を開始し、1909年から創業者ジョンの愛称に因んだジョニー・ウォーカーのブランド名で販売されるようになった。 
世界で最も普及しているスコッチ・ウイスキーの銘柄として知られ、世界中のあらゆる国々で流通し、年間2億本以上のボトルが出荷されている。現在のジョニー・ウォーカーはイギリスの酒造企業・ディアジオ社が抱えるブランドの一つとなっている。 

## 歴史

### 食料雑貨店開業（1820-1857）

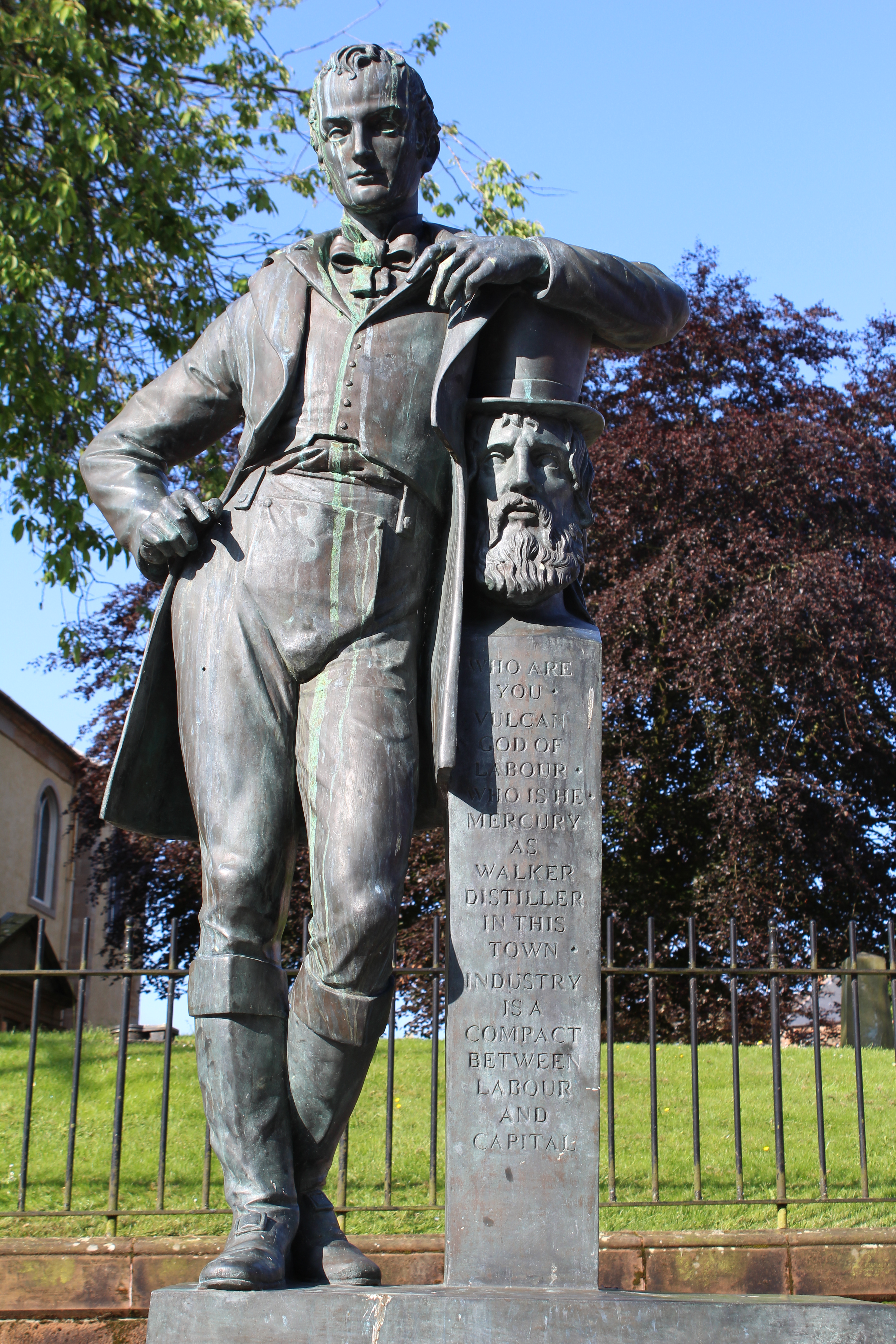
創業者ジョン・ウォーカー

創業者ジョン・ウォーカー（John Walker）は、1805年にスコットランドのキルマーノックの町で生まれた。1819年に農場経営者である父親を亡くし、運営が困難となった農場を売却したウォーカー家は、その資金で翌1820年に食料雑貨店をキルマーノックの大通りに開いた。これがジョンウォーカー＆サンズ社（John Walker & Sons）の創業とされ、当時15歳のジョンは家族の大黒柱として店を切り盛りした。1823年に酒税が引き下げられ、この機会を掴んだジョンは様々なアルコール飲料を販売して大きな利益を上げた。1825年以降になるとウイスキー販売を事業の中心にするようになり、ジョン自身も蒸留所を開設した。やがて品質の安定を重視したジョンは、他の蒸留所のモルト原酒も取り寄せてヴァッティングしたものを自家ブランドスコッチウイスキーの成形にし、これはウォーカーズ・キルマーノック（Walker's Kilmarnock Whisky）と名付けられて一定の知名度を獲得した。ジョンは1857年に死去し、息子のアレクサンダーが事業を引き継いだ。
「ジョン・ウォーカーはウイスキー製造の礎を築いたが、それを世界的なブランドにまで高めたのは息子のアレクサンダーと孫のアレクサンダー2世の功績である。ジョンはウイスキー製造と並行して様々な酒類をも取り扱っていた。アレクサンダーは小売販売をやめて自家製造と卸売業に専念すべきだと父親を説得した。ジョン時代のウイスキー製造事業は会社利益の8%を占めるに過ぎなかったが、アレクサンダー時代には会社が急成長する中で利益の90%以上を稼ぎ出す様になった。」（引用：Giles MacDonogh）

### 酒造事業の拡大（1858-1908）

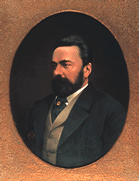
二代目アレクサンダー・ウォーカー

二代目アレクサンダー・ウォーカー（Alexander Walker）は、キルマーノックの町に鉄道が開通したのを好機と受け止め、ウォーカーズ・キルマーノックの生産設備を拡充した後に流通販売網を広げて大きな利益を上げた。今日の象徴的な四角いボトルはこの1860年頃に発案されており、荷箱に隙間無く詰め込めるようにして大量輸送を助ける為だった。またボトル幅の狭さに合わせてラベルを斜めに貼るようにした。1865年には、より大量の生産に対応するべくブレンデッドのスコッチウイスキーに切り替える事を決めて、ヴァッテッドモルトのウォーカーズ・キルマーノックにグレーンウイスキーをブレンドしたオールドハイランド（Walker’s Old Highland）の製造を開始し、これが現在に繋がるジョニーウォーカーの原型となった。ウイスキー製造事業の基盤を拡大したアレクサンダーは1889年に没し、その息子であるジョージとアレクサンダー2世が後を継いだ。

### ブランドの発足（1909-1924）

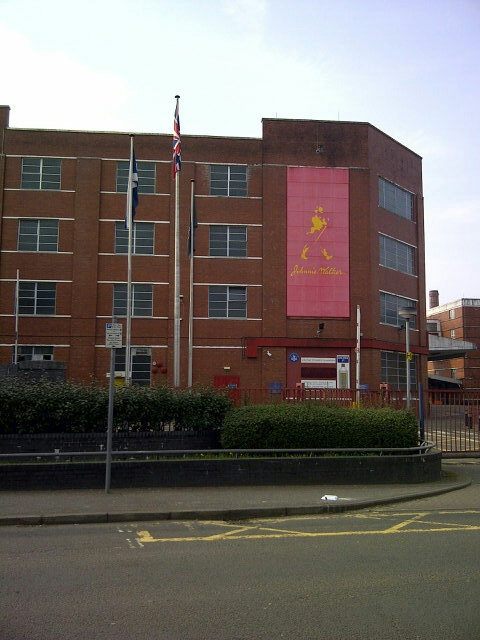
John Walker & Sons社

三代目のジョージ（George Paterson Walker）とアレクサンダー2世（Alexander Walker II）は、1909年にオールドハイランドを改称してジョニーウォーカー（Johnnie Walker）のブランドを立ち上げた。これは創業者である祖父ジョンの愛称に因んだものであり、ブランドロゴに描かれているシルクハットを被り赤いテイルコートを着てステッキを片手に大股で歩く男性は、洒落者として知られていた在りし日のジョンの姿であった。白ラベル（6年物）、赤ラベル（10年物）、黒ラベル（12年物）の三色が世に送り出され、ジョニーウォーカーはイギリス国内のみならず海外にも広まった。事業の急成長とウイスキーの生産拡大に伴い、経営面を担当するジョージはスコットランド各地の蒸留所を次々と買収した。製造面を担当するアレクサンダー2世は、1920年にウイスキー分野での功労を認められて英国王室からナイトに叙任された。

### 運営会社の変遷（1925-現在）
第一次世界大戦の混乱を経た後の1925年にジョンウォーカー＆サンズ社は、当時の酒造最大手であったディスティラーズ社（Distillers Company）の傘下に入った。1934年にジョンウォーカー＆サンズ社は英国王室御用達（royal warrant）を拝命した。それから半世紀後の1986年にディスティラーズ社はギネス社（Guinness）に買収された。その時期に青ラベル（最古年物）と黄金ラベル（18年物）が販売された。1997年にギネス社はグランドメトロポリタン社（Grand Metropolitan）と合併して世界最大手の酒造企業となるディアジオ社（Diageo）が誕生した。その発足に合わせて緑ラベル（15年物）が発売された。現在のジョニーウォーカーのブランドオーナーはこのディアジオ社である。
2018年3月には、アメリカ合衆国限定商品として女性版とも言える「ジェーン・ウォーカー」が発売された。
2021年には、ガラス製の容器を紙製に変更する予定である。

### 日本国内
日本では「ジョニ黒」「ジョニ赤」の愛称で親しまれており、昭和期の日本では庶民の憧れとして大衆文化にもしばしば登場した。1957年においてのジョニ黒の実売価格は1万円であり、これは当時の大卒初任給二ヶ月分に相当した。1985年頃になると海外旅行者の増加に伴う免税品の利用から入手し易くなり、更に1989年に消費税が導入されると物品税とウイスキーの等級制度がそれぞれ廃止され、更に購入し易くなった。ただし、2024年現在は長期的な円安の影響でほとんどの輸入品が高騰したものの、「ジョニ黒」の場合、実売価格3,000円前後（「ジョニ赤」は実売価格1,600円前後）でそれぞれ購入可能となっている。2009年10月、日本国内の輸入販売元が一部商品を除き、ディアジオジャパンから麒麟麦酒（2代目法人、以下キリンビール）に移行した。

## ブレンド一覧

### カラーラベル
| Age                 | 1865 - 1905          | 1906 - 1908                       | 1909 - 1920 | 1921 - 1931 | 1932 - 1991 | 1992 - 1996 | 1997 - 2012 | 2012 - 2016      | 2016 - 現在      |
| ------------------- | -------------------- | --------------------------------- | ----------- | ----------- | ----------- | ----------- | ----------- | ---------------- | ---------------- |
| 6年 (blended)       |                      | オールド・ハイランド              | 白ラベル    |             |             |             |             |                  |                  |
| 10年/不詳 (blended) |                      | スペシャル・ オールド・ハイランド | 赤ラベル    | 赤ラベル    | 赤ラベル    | 赤ラベル    | 赤ラベル    | 赤ラベル         | 赤ラベル         |
| 12年 (blended)      | オールド・ハイランド | エキストラ・スペシャル・ O・H     | 黒ラベル    | 黒ラベル    | 黒ラベル    | 黒ラベル    | 黒ラベル    | 黒ラベル         | 黒ラベル         |
| 不詳 (blended)      |                      |                                   |             |             |             |             |             | ダブル黒ラベル   | ダブル黒ラベル   |
| 15年 (vatted)       |                      |                                   |             |             |             |             | 緑ラベル    |                  | 緑ラベル         |
| 不詳 (blended)      |                      |                                   |             |             |             |             |             | 黄金ラベル補欠版 | 黄金ラベル補欠版 |
| 18年 (blended)      |                      |                                   |             |             |             | 黄金ラベル  | 黄金ラベル  | 白金ラベル       | 白金ラベル       |
| 最古年 (blended)    |                      |                                   |             |             |             | 青ラベル    | 青ラベル    | 青ラベル         | 青ラベル         |

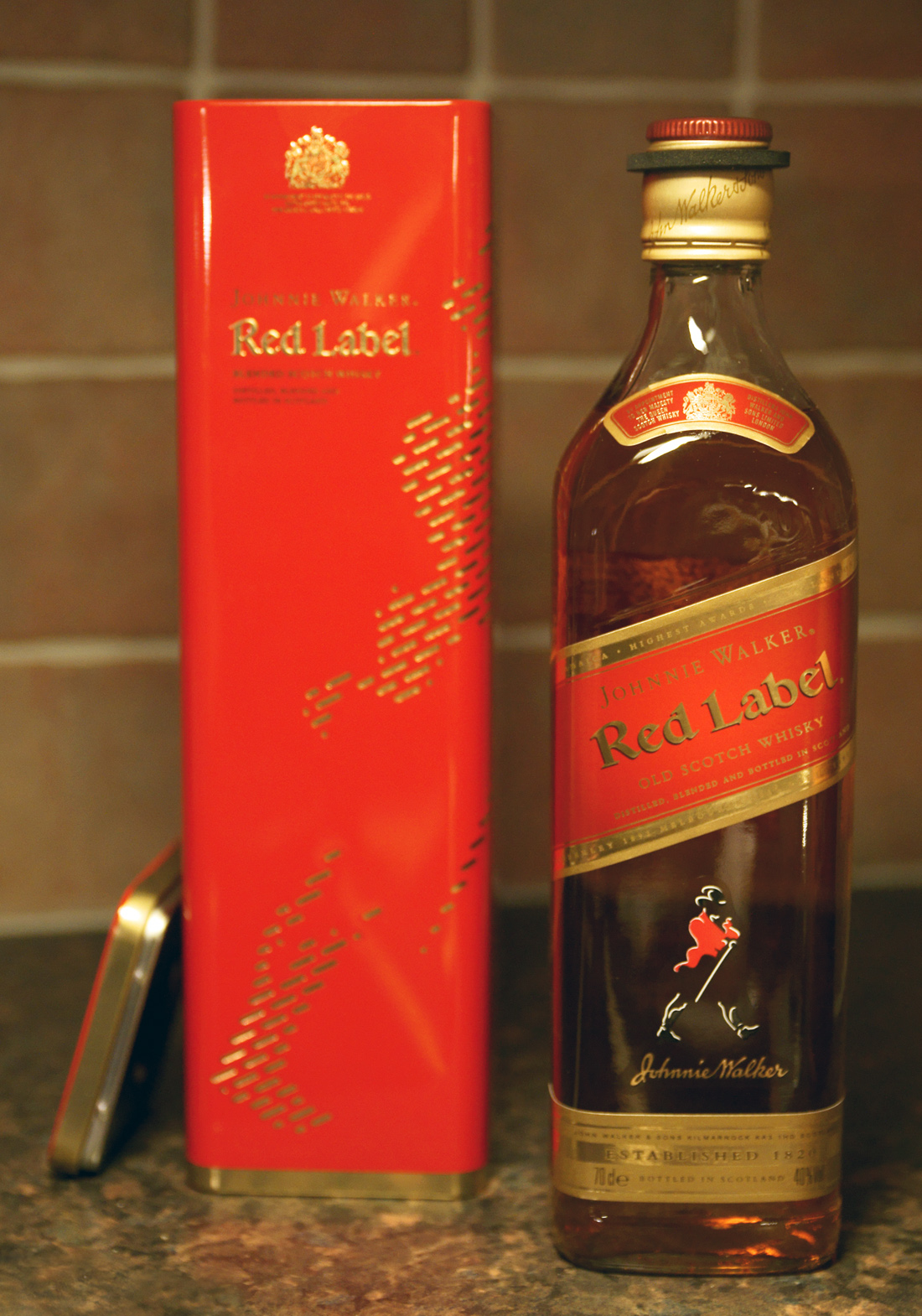
赤ラベル
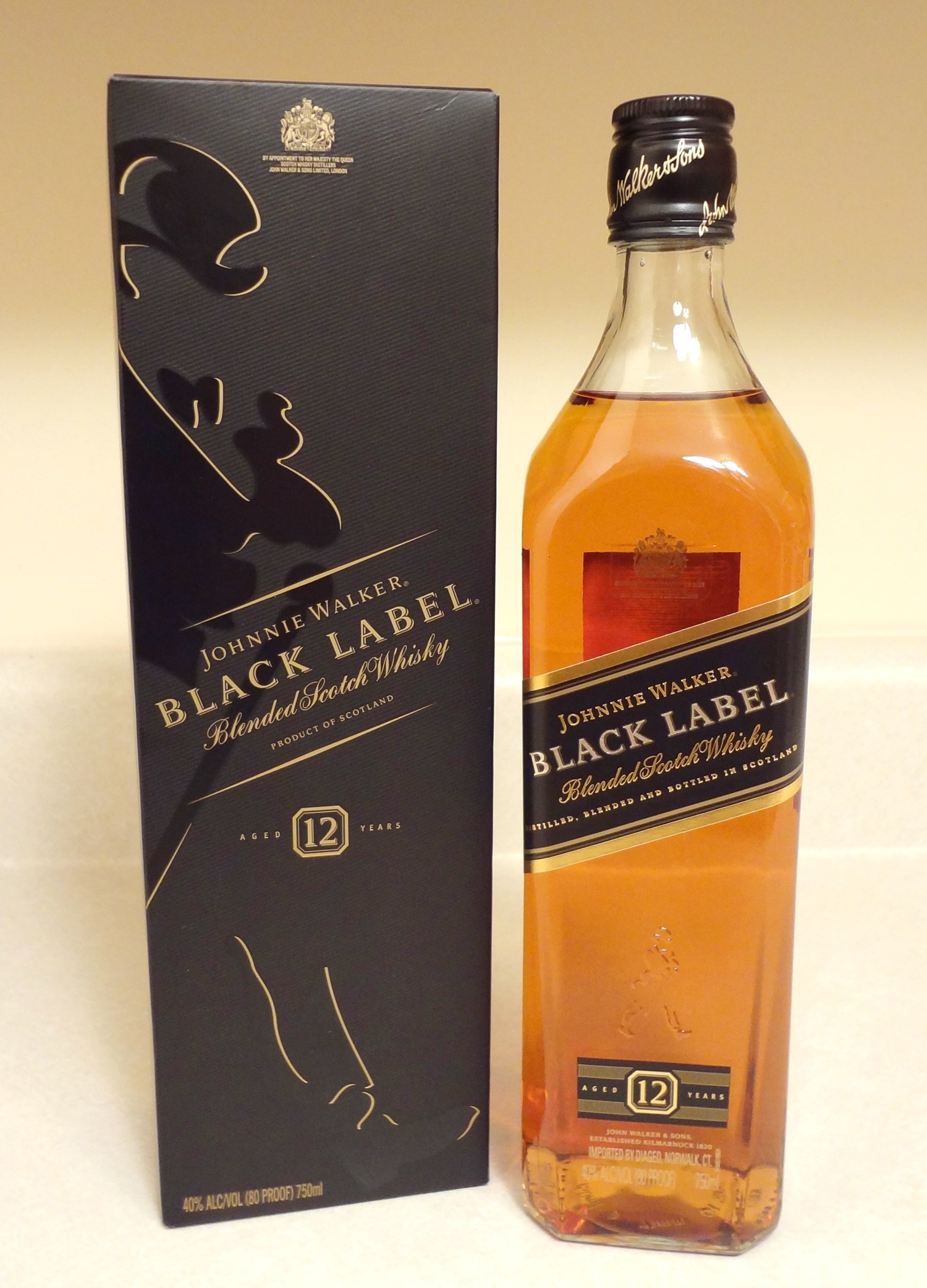
黒ラベル
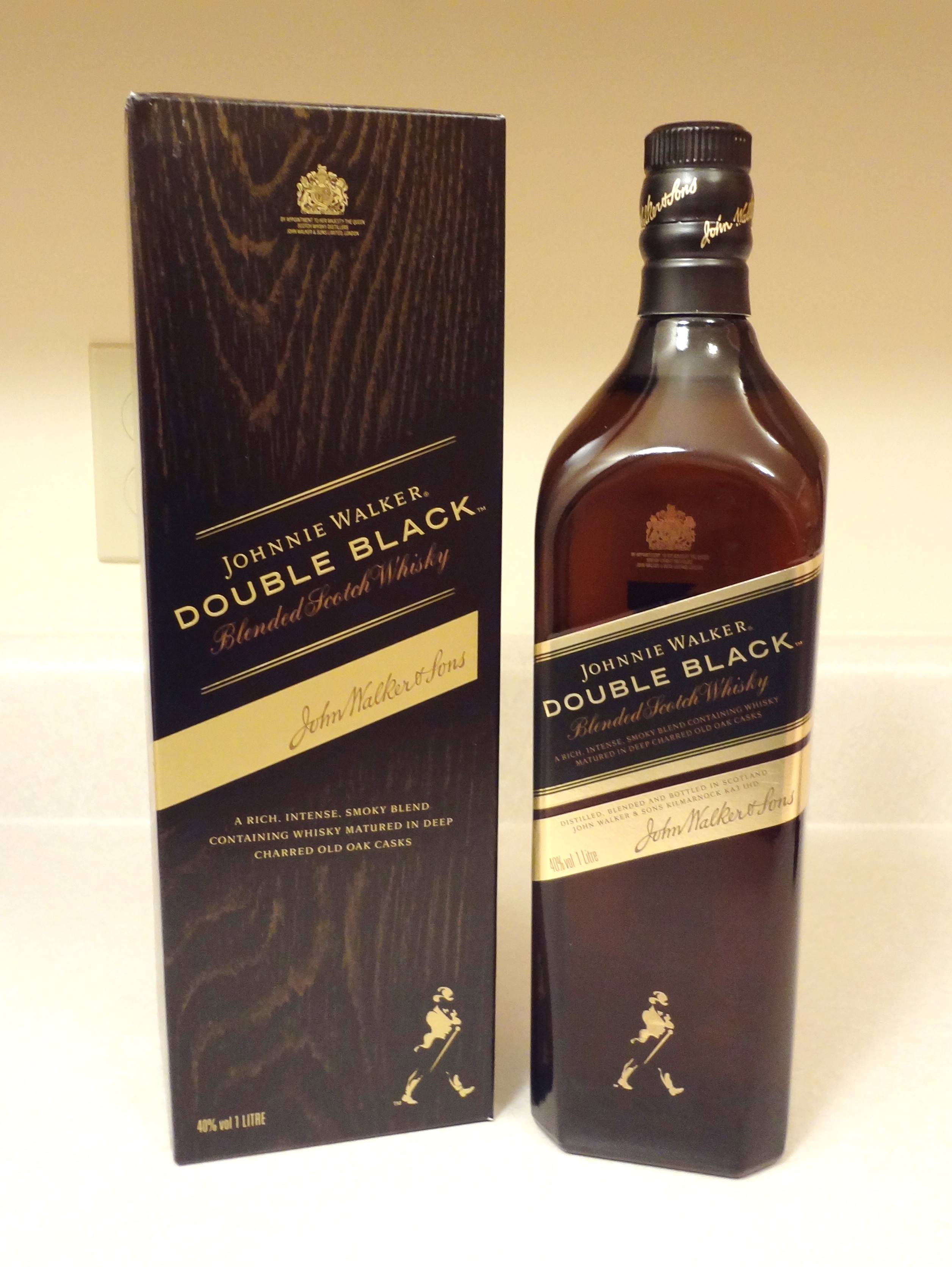
ダブル黒
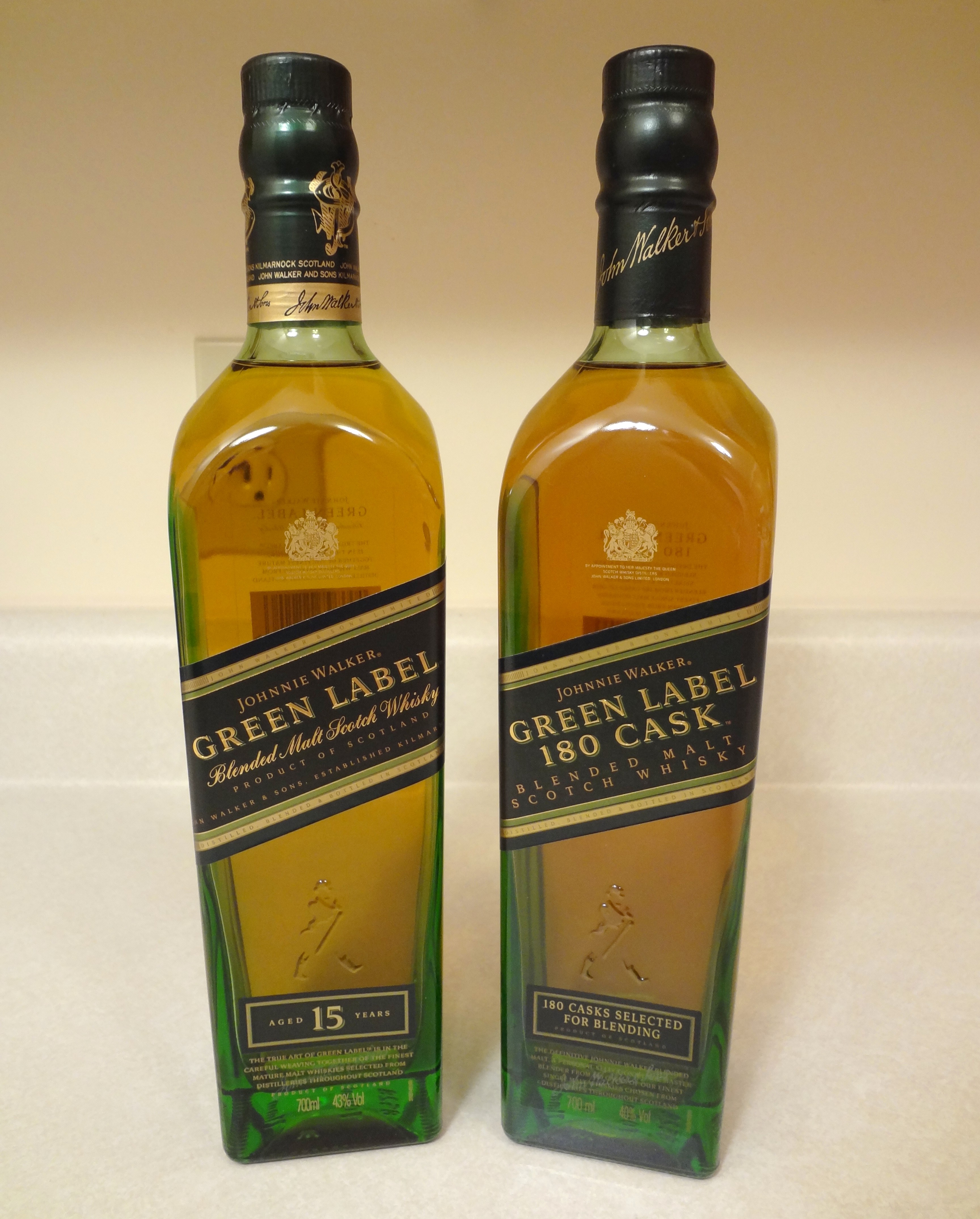
緑ラベル
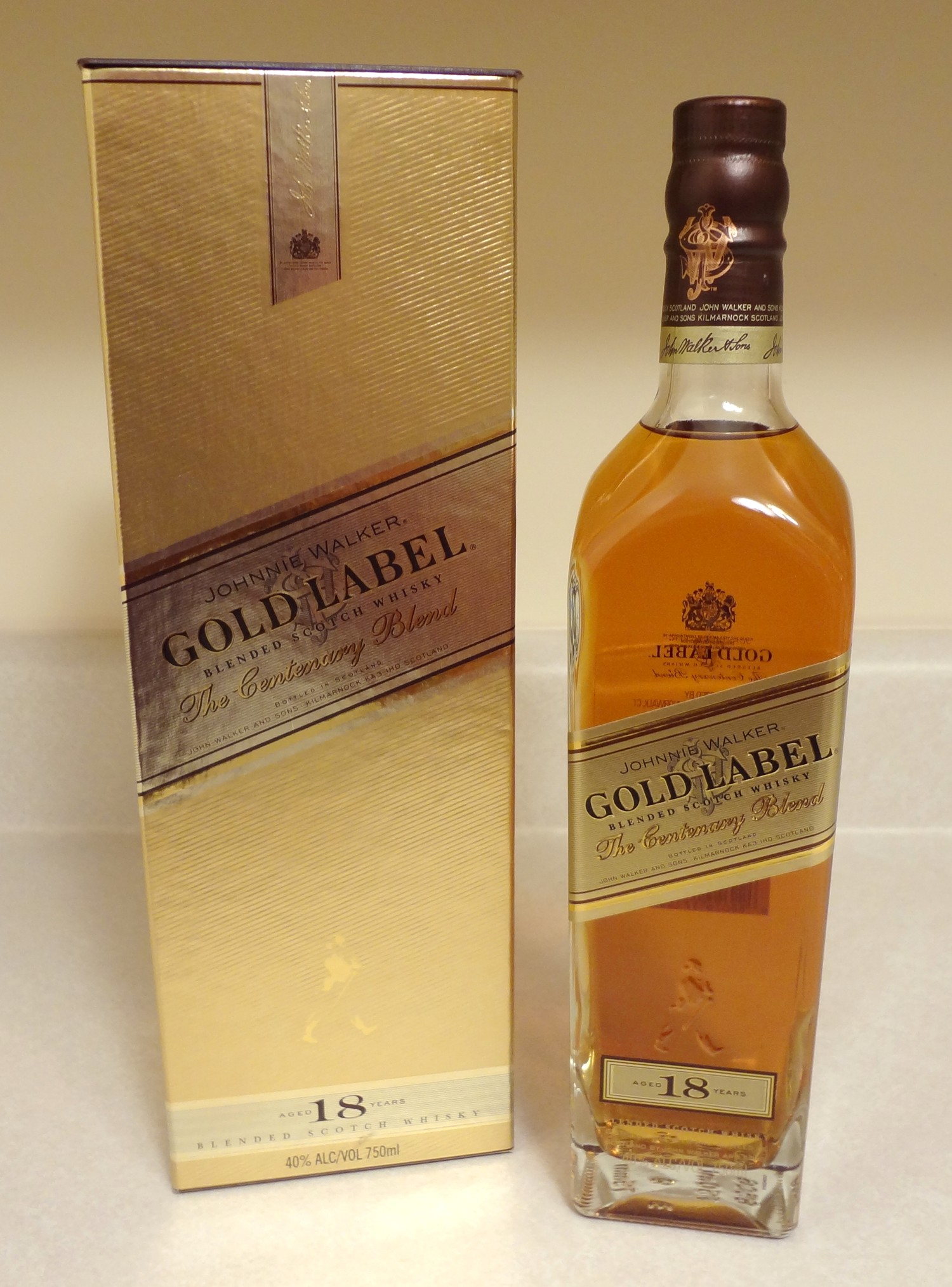
黄金ラベル
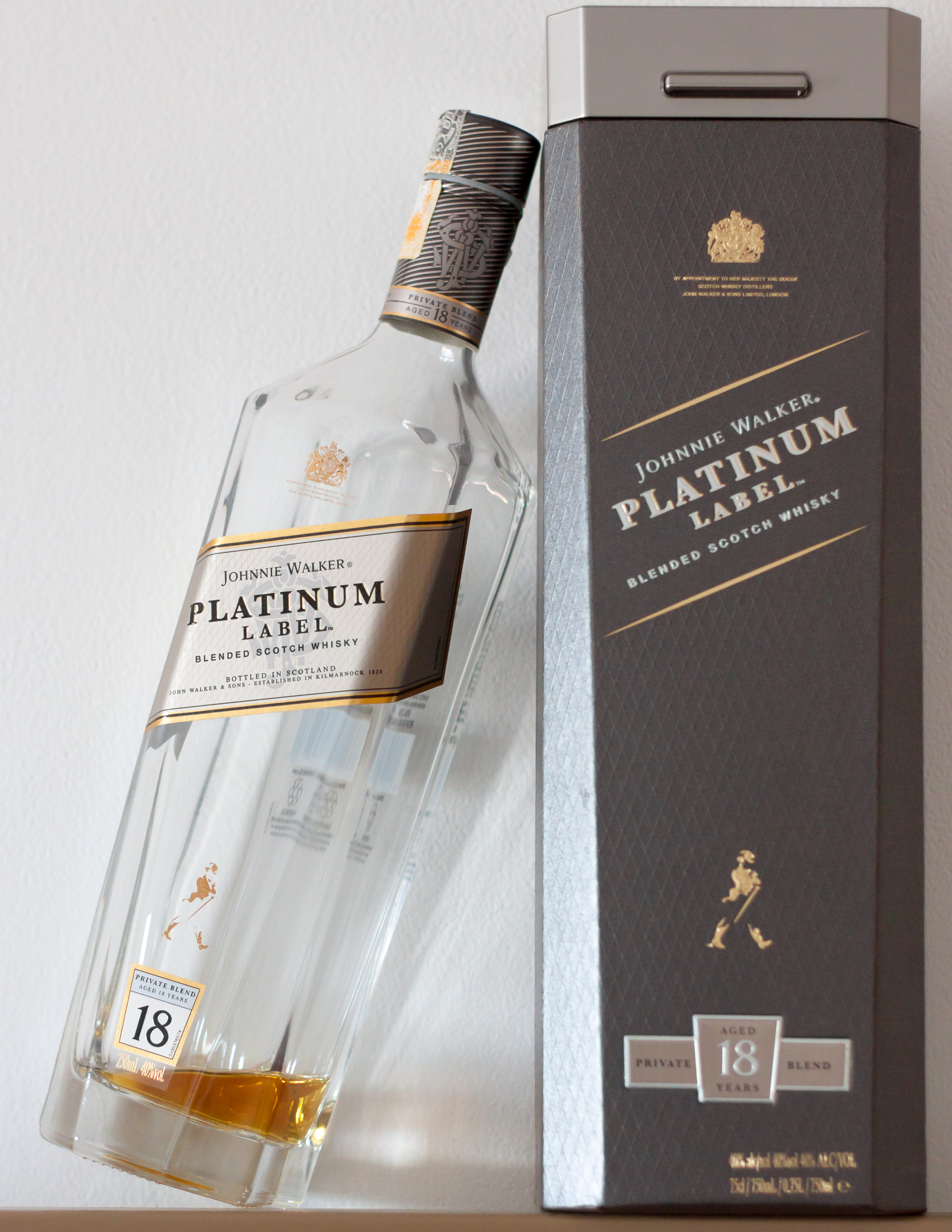
白金ラベル
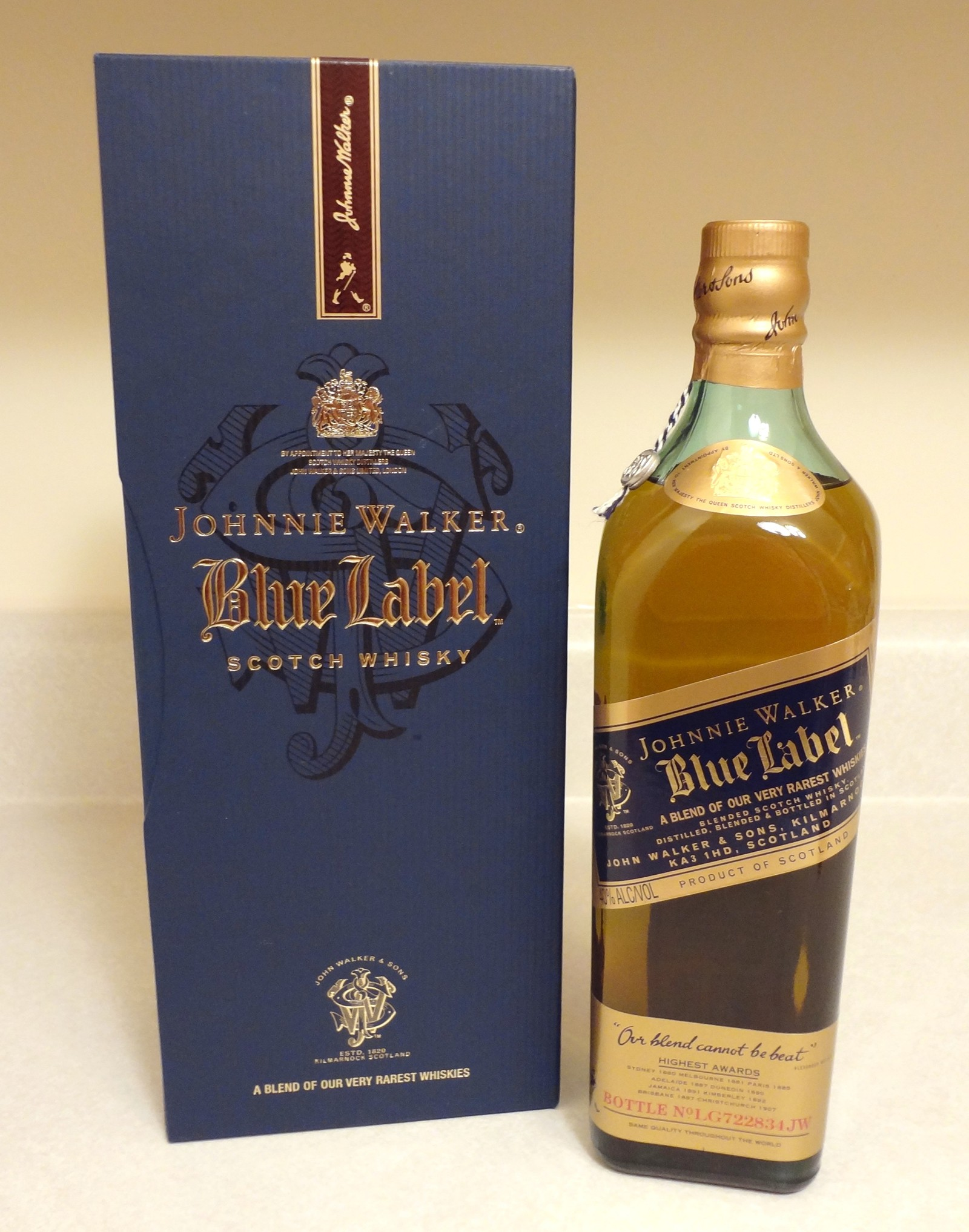
青ラベル

ホワイト・ラベル
1909年に6年物として登場した。第一次世界大戦後に販売終了した。
レッド・ラベル
グレーンウイスキーとモルトウイスキーのブレンデッドであり、1909年の販売当初は10年物とされたが、後に不詳となった。1945年以降の世界で最も売れているスコッチウイスキーと言われる。
ブラック・ラベル
40種以上の原酒を配合した贅沢なブレンデッドであり、そのどれもが12年以上熟成している。1909年に12年物として発売されて以来、世界最多の販売数を誇るスコッチウイスキーの一つである。
ダブルブラック・ラベル
元は旅行客向け小売品（免税店用）だったが、好評を博した事で2011年からブラックラベルを叩き台にしたスタイルで販売されるようになった。ブラックラベルの風味に加えてスモーキーフレーバーの豊かさが特徴とされている。
グリーン・ラベル
親会社となるディアジオ社の発足に合わせて、1997年にピュアモルト15年物（Pure Malt 15 Year Old）の銘柄で発売され、2004年にグリーンラベルとなった。ジョニーウォーカーラベルの中で唯一のヴァッテッドモルトであり、タリスカー、クラガンモア、リンクウッド、カリラといった15年以上熟成のシングルモルトがブレンドされている。当時のピュアモルト人気の高まりが背景にあるが、創業者ジョン・ウォーカーの製造スタイルを復古したものとも言える。2013年春に一時販売中止されたが、2016年8月に復帰した。
ゴールド・ラベル
18年以上熟成の貴重な原酒を配合した最高級のブレンデッド。クライヌリッシュモルトをベースにして、選び抜かれた数多くの原酒が加えられている。創業三代目アレクサンダー2世が遺していたレシピノートから誕生した。彼は1905年の創業者ジョン・ウォーカー生誕100周年を記念するウイスキーの開発を志していたが、大戦勃発などの様々な事情で結局その目的は果たせなかった。必要な熟成モルトがようやく確保されて、この特別なブレンデッドが日の目を迎える事になったのは親会社がギネス社となった後の1990年代に入ってからであり、ゴールドラベルと銘打たれた。
ゴールド・ラベル・リザーブ
製造に必要な熟成モルトがなくなった事で生産中止を余儀なくされたゴールドラベルの代理品として、2013年から販売されるようになった。熟成年数が不詳になった事で補欠を意味するリザーブの接尾辞が付いた。価格も下がり、グリーンラベルと同程度になった。
プラチナ・ラベル
スペイサイド、ハイランド、アイランズといった幅広い地域から集められた18年以上熟成の厳選シングルモルトとグレーンウイスキーのブレンデッドである。歴代マスターブレンダーのプライベートレシピを基にして編み出されたとされ、ジョニーウォーカーの集大成的ブレンドとも言える。2012年からゴールドラベルの後継品として販売開始され、2017年から18年物（Aged 18 Years）と改称された。
ブルー・ラベル
ジョニーウォーカー究極のブレンデッドである。全てのボトルに製造番号が刻印され、シルクを裏地にした贈答箱に収められている。熟成年数は明記されてないが、ジョニーウォーカー秘蔵の貯蔵樽の中から取り出された数々の貴重な精選原酒が使われており、それらは15年から60年の熟成物と言われる。創業二代目アレクサンダー・ウォーカーが製造していた19世紀当時の至高の風味の再現を目指して開発された。親会社がギネス社となった直後の1980年代後半に最古年物（John Walker's Oldest）の銘柄で発売され、1992年頃にブルーラベルとなった。
ブルーラベルは元々、ジョニーウォーカーが英国王室御用達となった1934年に製造された国王ジョージ5世記念版（John Walker & Sons King George V Scotch Whisky）に用いられた名誉ある色であり、その栄光を復古したものとも言える。2005年に数量限定販売されたジョン・ウォーカー生誕200周年記念版（Johnnie Walker Blue Label 200th Anniversary）にもブルーラベルが使われた。これは水晶製デカンタに封入され豪華な贈答箱に収められて4000ドル前後の値段が付けられた。

### 限定版
ブレンダーズバッチ（Blenders' Batch）
レッドライ・フィニッシュ
第一弾。可能な限り少ない種類のモルトウイスキーと、バーボン用貯蔵樽で熟成されたグレーンウイスキーをブレンドし、それを更にライ・ウイスキー用貯蔵樽で6ヶ月間寝かせた作品。最少の組み合わせで最高の風味を生み出すべく、200種類以上の原酒を用いて50回以上の試作を繰り返したという。
トリプルグレーン・アメリカンオーク
第二弾。大麦＋小麦＋トウモロコシのグレーン原酒、モートラックモルト、カーデュモルトのそれぞれをアメリカ産オーク樽で10年熟成させてブレンドした作品。グレーンウイスキーの秘める可能性を世の中に問うべく生み出された。
ワインカスク・ブレンド
第三弾。様々なワイン用貯蔵樽の中で熟成させた数々のウイスキーをブレンドした作品。より軽やかで優美な味わいを実現するべく、女性ブレンダーによって開発された。上記の様にブレンダーズバッチは熟成樽に軸を置く風味の構成を目指した作品群とも言えた。
エクスプロラーズクラブ・コレクション（Explorer's Club Collection）
スパイス・ロード
2012年11月発売の第1弾。トレードルート・シリーズ三品の最初のブレンドであり、偉大な交易路で発見された豊かさから着想された。ジョニーウォーカーのエージェントがアジアのにぎやかな市場で見つけたであろう活気、アロマ、スパイスなどを呼び起こさせるものになっている。このウイスキーは古いオーク樽の中で熟成させ、スパイス市場を思い起こさせる強い仕上がりの素晴らしい口当たりの良さと豊かな香りを持っているが、依然としてジョニーウォーカー伝統に則っている。ボトルの口は白酒のように細くなっており、一度に大量に出ないようになっている。なお、このコレクションは全て免税店用の限定品となる予定である。
ゴールド・ルート
2013年3月7日発売の第2弾。ウォーカー家やエージェントたちが新しいビジネスや豊かな冒険を求め、中央アメリカから太平洋沿岸を南下して、インカ帝国のピラミッド遺跡を望見したり、アンデス山脈の山々を旅したりしながら目にした雄大な眺望、多様な文化の旅に着想を得た。最高級の熟成したウイスキーを精選してブレンドし、豊かな滑らかさ、さわやかな香りを創り出し、口に含むとこの地方独特の果物の香り、美しく、豊かな金色のイメージが広がる。
ロイヤル・ルート
2013年後半発売の第3弾。スパイス・ロードから始まったコレクションの最終作である。ロイヤル・ルートは極東から地中海を結ぶシルクロードをイメージして作られた。マスターブレンダーはこの異国情緒に刺激を受け、深く印象的な味わい、そして非常に調和の取れたバランスに作り上げ、ザーブセラーからの最高級のオーク樽で熟成した。フルーツ、トフィ、ウッディといったフレーバーがバランスよく調和し、わずかにアロマティックなスモークも感じられる。

## 大衆文化との関連

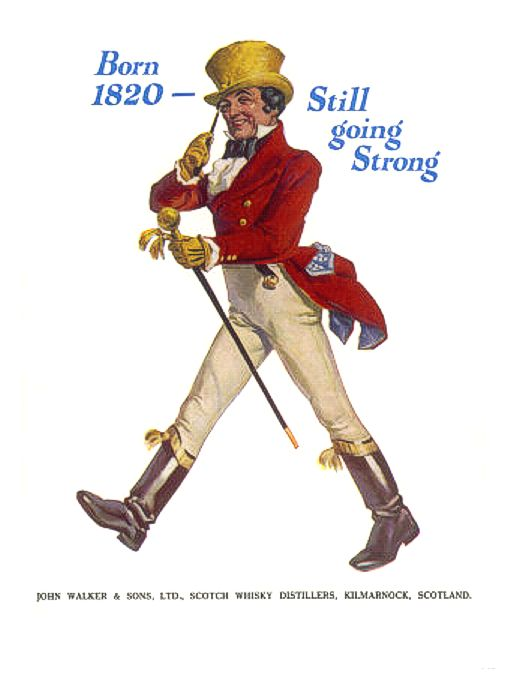
村上春樹著『海辺のカフカ』に登場するジョニー・ウォーカーのイメージ

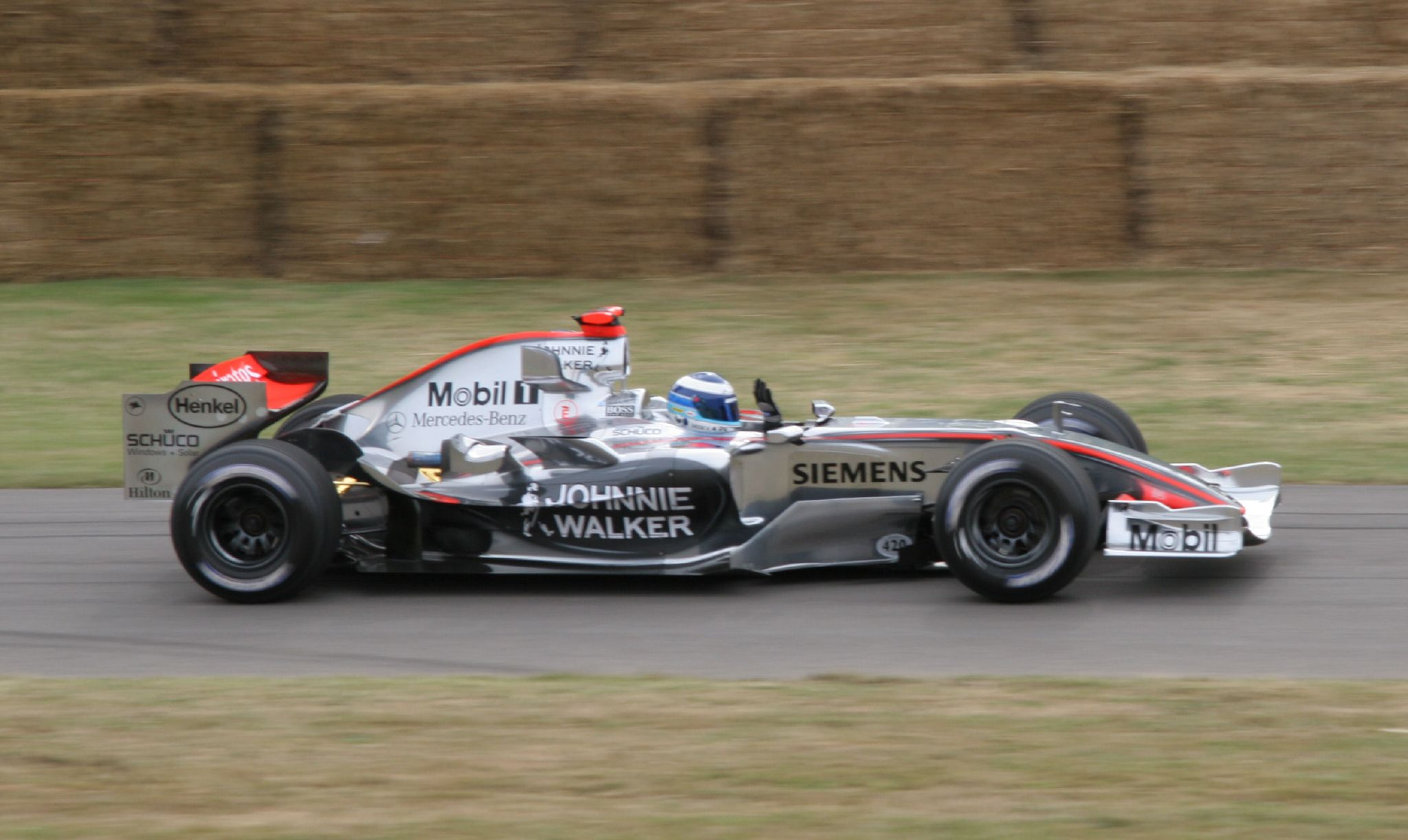
JWロゴのマクラーレンMP4-21

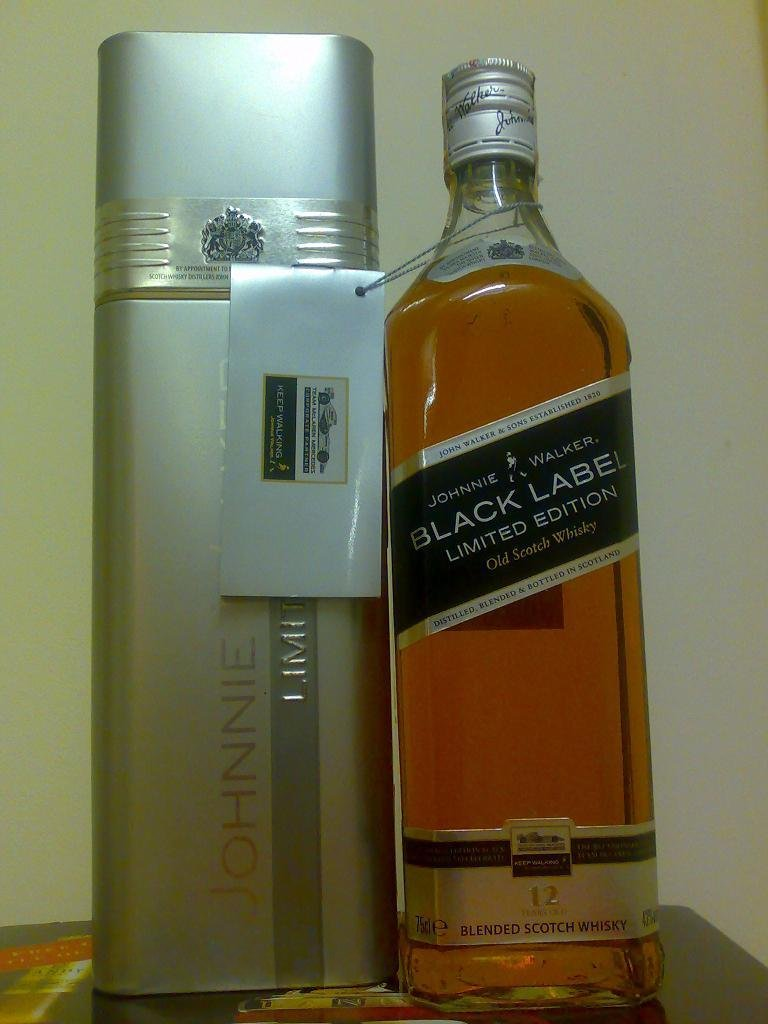
F1マクラーレン記念版黒ラベル

- 村上春樹の『海辺のカフカ』では「ジョニー・ウォーカー」と名乗る人物が登場する。いでたちは赤いジャケットとブーツ、ステッキ、蝶ネクタイで、ラベルの人物に扮していた。
- ザ・バンドの「4% パントマイム」（1971年）の中で、語り手の男二人はジョニー・ウォーカーの赤ラベルをもってロサンゼルスのグリフィス・パークに上がる。タイトルの「4%」は赤ラベルと黒ラベルのアルコール度数の差とされる[5][6]。
- 多くの歌手や作曲家が作品の中にジョニー・ウォーカーをとり入れている。たとえばジョージ・ソログッド、エリオット・スミス、レイナード・スキナード、アマンダ・マーシャル、レオナルド・コーヘン、ジミー・バフェット、Asleep at the Wheel(The Letter That Johnny Walker Read)などである。
- ロン・ホワイトは演技中にジョニー・ウォーカー・黒ラベルを飲む。
- レオン・ゴントラン・ダマスはフランスの黒人でネグリチュード文学運動の詩人である。彼の詩に"ブラック・ラベル"というタイトルのものがあり、ゆううつで穏やかな彼のアルコール依存症について描かれている。
- F1のマクラーレンチームのスポンサーである。
- 2017年からはフォースインディアチームにも、それまでのスミノフブランドを変更する形でスポンサーを務める。ロゴをつける場所やチームそのものによっても相場が全く違うものの、同チームのほうがマクラーレンより大きくスポンサーロゴを出す。
- トビー・ヤングは回想録「いかに友を失い人を遠ざけるか (How to Lose Friends and Alienate People) 」の中で、彼のしてきた数々の失敗は黒ラベルのせいだとしている。
- ジョニー・ウォーカーのボトルはロジャー・ウォータースのバンドのダークサイド・オブ・ザ・ムーン・ライブツアーで背景に大きく取り上げられている。
- ミス・ミザリーという曲でエリオット・スミスはジョニーウォーカー・赤ラベルを出している。"一日騙し通そう、ジョニー・ウォーカー・赤ラベルの助けを借りて。"
- 映画『スタスキー&ハッチ』の中で、ベン・スティラーの台詞に"ジョニ赤ストレートで。ドゥーイット、ドゥーイット (Johnnie red neat. Do it.Do it.)"というのがある。
- 1958年の映画『SOSタイタニック/忘れえぬ夜』 (A Night to Remember) で、スチュワート（トマス・ヒースコート）は船が危険なのにもかかわらず、ジョニーウォーカー・赤ラベルのボトルを空けようと決心する。
- 『ザ・ホワイトハウス』 (The West Wing) のエピソード"苦い過ち (Bartlet for America)"で、バーレットの最初の選挙の前の会議をレオが思い出しながら、ジョニー・ウォーカー・青ラベルの年齢と味の事を恭しく語る。
- HBOの『The Wire』（シーズン3）でエイボン・バークスデールとラッセル・ベルが昔の日々を語る。彼らはその頃ジョニー・ウォーカー黒ラベルの入ったグラスを2つ持って通りから出て行くことを夢見て、ボルチモアの地平線を眺めていた。
- HBOのラリーのミッドライフ★クライシス (Curb Your Enthusiasm) でラリー・デービッドはマネジャーのジェフ・グリーンにジョニー・ウォーカー青ラベルをプレゼントする。彼の妻シェリルにヴァギナ・モノローグス ("The Vagina Monologues") に出演して欲しかったからだ。
- オジー・オズボーンのギタリストであるザック・ワイルドは、自分のヘヴィメタルバンドにブラック・レーベル・ソサイアティと名付けた。ジョニー・ウォーカー黒ラベルにちなんでいる。
- オハイオ州のジョンズタウン (Johnstown) にあるジョンスタウンスクールは学校のマスコットの原案にジョニー・ウォーカーのロゴを使っている。高校の事務所にはジョニー・ウォーカーの銅像がある。よく子供たちがフットボールの試合でジョニーの格好をしている。
- 元千葉ロッテマリーンズの黒木知宏はその苗字から黒木→黒→ジョニ黒→「ジョニー」という愛称で親しまれている（由来については異説もあり）。
- 長谷川町子の『サザエさん』や『いじわるばあさん』では高級酒の代名詞のように「ジョニ黒」がしばしば登場する[7]。植田まさしの比較的古い漫画にも、お歳暮やお中元等のネタとして「ジョニ黒」がよく登場する。どおくまん「嗚呼!!花の応援団」において、応援団幹部やOBのみが嗜めるものとして「ジョニ黒」が登場する。
- 太平洋戦争中の硫黄島守備隊司令官として有名な栗林忠道中将は、ジョニーウォーカーの愛飲者。映画『硫黄島からの手紙』では西竹一中佐が調達してきたジョニー・ウォーカーで乾杯するシーンもある。
- 『昭和16年夏の敗戦』(猪瀬直樹著) には当時、総力戦研究所研究員だった今泉兼寛が視察旅行でタイへ入国した際のエピソードとして、既に日本では入手が困難になっていたジョニーウォーカーがユニオンジャック（イギリスの国旗）のラベルを貼られて横溢している様を目にして、「イギリスの国力及び海軍力の誇示と総力戦の一端を見せつけられた思いがした」旨を語っている。

## その他逸話
- 2006年、ジョニー・ウォーカーはレバノン、ベイルートのビルにかけた巨大な広告でニュースになった。広告は、国が被害を受け困難を余儀なくされている人々に同情し励ましているが、窮状の原因が何であるかは示していない。これを紛争の片側に味方していると見る人もいる。同じ広告は北イスラエルにかかっていないからである[8]。
- 2017年、パキスタンの北朝鮮大使館員自宅から、密売していたと疑われても仕方がない大量の酒が盗難に遭った。その中でもジョニー・ウォーカー黒ラベル（密売価格1本約8000円）は1000本以上盗まれたと伝えており、禁酒を前提とする国でも根強い人気があることが証明される結果となった[9]。